# Digul
Le Digul est un cours d'eau d'Indonésie, sur l'île de Nouvelle-Guinée.

## Parcours
Le Digul prend sa source sur les pentes sud des monts Maoke, il coule ensuite vers le sud puis l'ouest pour rejoindre la mer d'Arafura. Sur une grosse partie de ce cours, il traverse une région peu élevée de marécages. Son cours se termine par un delta au nord de l'île de Yos Sudarso. 